# Facultad de Humanidades (Universidad de Mánchester)
La Facultad de Humanidades es una de las cuatro facultades que forman la Universidad de Mánchester, en Inglaterra. Establecida en octubre del 2004, la facultad ofrece cierto número de disciplinas e incluye la Escuela de Artes, Historias y Culturas (incluyendo Arqueología; Arte, Historia; Clásicos e Historia Antigua; Drama; Estudios Ingleses y Americanos; Historia; Música; y Religiones y Teología). Las otras escuelas son las de Educación; Medio Ambiente y Desarrollo; Arquitectura; Lenguas, Lingüística y Culturas; Derecho; Ciencias Sociales y la Escuela de Negocios de Mánchester.